# Liste de personnalités liées au Béarn
De nombreuses personnalités ont eu un attachement particulier au Béarn, ancien État souverain, désormais territoire français faisant partie du département des Pyrénées-Atlantiques, dont notamment :

## Figures historiques

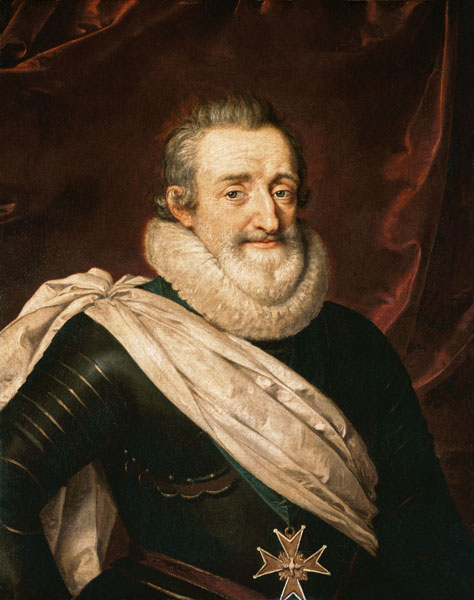
Henri IV.

- Gaston IV le Croisé (?-1131), vicomte de Béarn ;
- Gaston Fébus (1331-1391), comte de Foix, vicomte de Béarn ;
- Marguerite de Navarre (1492-1549), femme de lettres, reine de Navarre ;
- Henri II de Navarre (1503-1555), roi de Navarre ;
- Jeanne d'Albret (1528 - 1572), reine de Navarre ;
- Henri IV (1553-1610), roi de Navarre de 1572 à 1610 et de France  de 1589 à 1610 ;
- Jean de Gassion (1602-1647), Maréchal de France et Comte de Gassion ;
- Athos, Porthos et Aramis, les Trois Mousquetaires du roman d'Alexandre Dumas et leur capitaine, Jean Arnaud de Peyré, Comte de Troisvilles, ont été inspirés de personnages nés en Béarn au XVIIe siècle ;
- Jean-Baptiste Jules Bernadotte (1763-1844), maréchal d'Empire sous Napoléon 1er, puis roi de Suède sous le nom de Charles XIV ;
- Juan Martín de Pueyrredón, homme politique et militaire argentin, originaire d'Issor

## Personnalités politiques

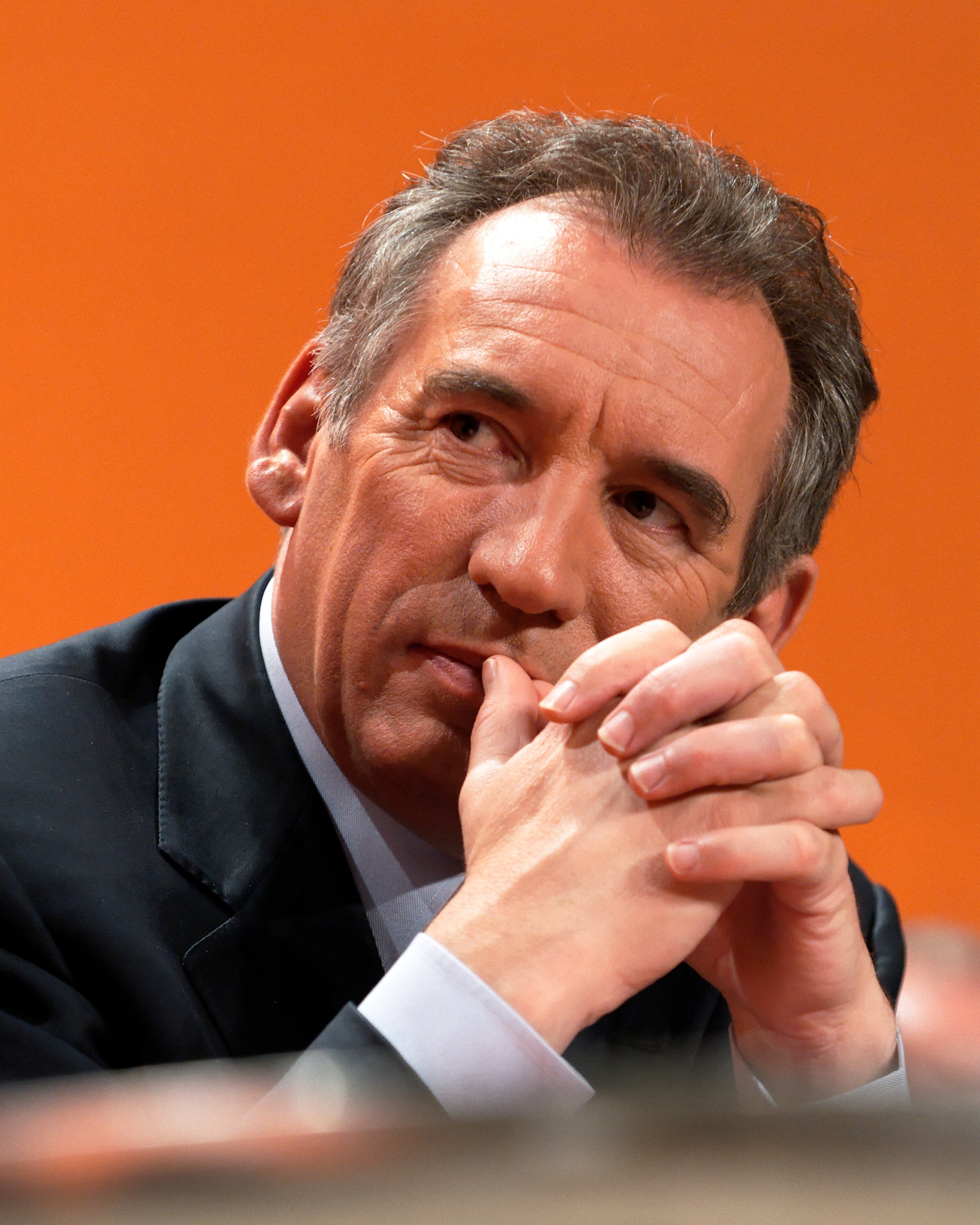
François Bayrou.

- Louis Barthou (1862-1934), homme politique et académicien, il fut président du conseil des ministres en 1913 ;
- Louis Sallenave (1888-1981), maire de Pau de 1947 à 1971 ;
- Maurice Plantier (1921-2006) Résistant, Député et sous-secrétaire d'Etat aux Anciens combattants.
- André Labarrère (1928-2006), maire de Pau de 1971 à 2006, député, sénateur, ministre, vice-président de l'Assemblée nationale ;
- Georges Labazée (1943-), sénateur, président du conseil général des Pyrénées-Atlantiques de 2011 à 2015 ;
- Alain Lamassoure (1944-), actuel député européen, député, ministre ;
- Jean Saint-Josse (1944-), cofondateur du CPNT et ancien maire de Coarraze ;
- Henri Emmanuelli (1945-2017), actuel président du conseil général des Landes et député, premier secrétaire du Parti socialiste, président de l'Assemblée nationale ;
- François Bayrou (1951-), actuel président du Modem, député, ministre, président du conseil général des Pyrénées-Atlantiques, actuel maire de Pau ;
- Martine Lignières-Cassou, (1952-), ancienne maire de Pau et députée ;
- Jean Lassalle (1955-), actuel député et maire de Lourdios-Ichère.
- David Habib (1961-) est un homme politique français, né le 16 mars 1961 dans le 12e arrondissement de Paris, actuel député pour la XIIe législature (2002-2007), dans la 3e circonscription des Pyrénées-Atlantiques.

## Chanteurs

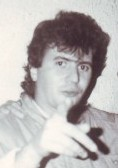
Daniel Balavoine.

- Pierre de Jélyotte (1713-1797), chanteur et compositeur né à Lasseube ;
- Marcel Amont (1929-), né à Bordeaux mais issu d'une famille de bergers de la vallée d'Aspe, a sorti plusieurs albums en béarnais ;
- Daniel Balavoine (1952-1986), lycéen au lycée Louis-Barthou de Pau, ses premières scènes se déroulent dans cette ville ;
- Joan Francés Tisnèr[1] (1954-), chanteur de langue occitane né à Salies-de-Béarn ;
- Marilis Orionaa (1959-), chanteuse de langue occitane née à Pau ;
- Bertrand Cantat (1964-), chanteur du groupe Noir Désir né à Pau ;
- Nathalie Cardone (1967-), actrice et chanteuse née à Pau ;
- Le groupe Nadau chante en béarnais.

## Poètes, écrivains, universitaires, scientifiques
- Pierre de Marca (1594-1662), historien et archevêque, né à Gan ;
- Jean-Henri Fondeville (1633-1705), écrivain béarnais de langue occitane ;
- Théophile de Bordeu (1722-1776), médecin qui a mené des recherches sur les glandes et la structure des tissus ;
- Xavier Navarrot (1799-1862), poète chansonnier républicain oloronais écrivant en béarnais ;
- Gaston Planté (1834-1889), physicien, inventeur de l'accumulateur électrique au plomb, né à Orthez ;
- Lautréamont (1846-1870), poète en français, né à Montevideo et mort à Paris, a fait ses études au lycée Louis-Barthou de Pau ;
- Paul-Jean Toulet (1867-1920), poète, né à Pau et mort à Guéthary ;
- Pierre Lasserre (1867-1930), journaliste essayiste né à Orthez ;
- Francis Jammes (1868-1938), poète français qui vécut dans le Pays basque et dans le Béarn ; mort à Hasparren ;
- Simin Palay (1874-1965), poète béarnais, auteur d'un Dictionnaire du Béarnais et du Gascon modernes ;
- Jacques Dyssord (1880-1952), poète et écrivain, né à Oloron-Sainte-Marie ;
- Jules Supervielle (1884-1960), poète, romancier et dramaturge, qui repose à Oloron[2] ;
- Alexis Léger dit Alexis Saint-Léger Léger puis Saint-John Perse (1887-1975), poète et diplomate français, qui a fait ses études au lycée Louis-Barthou de Pau de 1899 à 1904 ;
- Tristan Derème (1889-1941), poète qui a vécu et est mort à Oloron-Sainte-Marie ;
- Joseph Peyré (1892-1968), écrivain et prix Goncourt 1935, né à Aydie dans le Vic-Bilh ;
- Stanislas Fumet (1896-1983), né à Lescar et décédé à Rozès est un homme de lettres français ;
- Jean-Louis Curtis (1917-1995), écrivain, né à Orthez ;
- Pierre Tucoo-Chala (1924-2015), universitaire, doyen de l'université de Pau, agrégé d'histoire et historien du Béarn ;
- Pierre Bourdieu (1930-2002), sociologue, né à Denguin et élève au lycée Louis-Barthou à Pau ;
- Paule Constant (1944-), écrivaine ayant reçu le prix Goncourt en 1998, née à Gan ;
- Frédéric Beigbeder (1965-), critique littéraire, auteur et éditeur qui est d'origine béarnaise.

## Sportifs

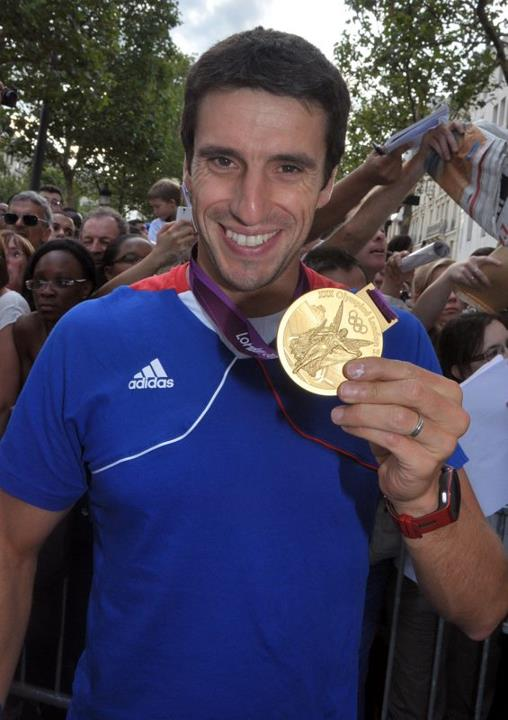
Tony Estanguet, triple champion olympique de canoë monoplace.

- Basket-ball : Freddy Hufnagel - Alain Larrouquis
- Canoë-kayak : Tony Estanguet - Patrice Estanguet
- Compétition automobile : Eric Cayrolle - Lucas Lasserre - Mike Parisy
- Cyclisme : Gilbert Duclos-Lassalle - Stéphane Augé - Robert Cazala - Raymond Mastrotto - Arnaud Geyre - Matthieu Ladagnous
- Football :Julien Escudé - Jean-François Larios - Jean-Michel Larqué - Julien Cardy - Édouard Cissé
- Handball : Fabien Arriubergé - Alexandra Lacrabère
- Rugby à XV : Philippe Bernat-Salles - Nicolas Brusque - Laurent Cabannes - Nano Capdouze - François Moncla - Robert Paparemborde - Pierre Pédeutour - Jean Piqué - Damien Traille - Pierre Triep-Capdeville - Jean-Pierre Garuet - David Laperne - Jean Bouilhou - René Traille - Michel Clémente - Alain Maleig - Julien Fumat - Thibault Lassalle - Julien Dumora - Sébastien Tillous-Borde
- Ski alpin : Annie Famose
- Tennis : Nicolas Escudé - Jérémy Chardy
- Voile : Titouan Lamazou
- Equitation : Didier Courrèges

## Autres
- Guy de Fenoyl (1668-1724), premier¨président de 1711 à 1724 du parlement de Navarre, créé à Pau ;
- Jacques de Saint-Cricq (1781-1819), officier de marine et explorateur ;
- Jean-Jacques Caux (1830-1922), pionnier du temps de la Ruée vers l'or dans la  province de la Colombie-Britannique, Canada ;
- Jules Pierre Mauméjean Dufau (1837-1909), peintre verrier fondateur des ateliers Mauméjean fondés à Pau en 1860 ;
- Henri Sallenave (1881,1953), sportif français, pionnier du ski dans les Pyrénées et de l'aviation, il fut le premier directeur de la première école d'aviation au monde ;
- Julian Martin (1915-2010), républicain espagnol, résistant sous l'occupation nazie et un des initiateurs du maquis de Pédehourat dans les Pyrénées béarnaises ;
- André Courrèges (1923-2016), couturier ;
- Alfredo Di Stéfano (1926-2014), footballeur du Real Madrid aux origines béarnaises[3].
- Jean-Marc Laurent (1965-), pionnier de la radio NRJ, né à Pau, ancien présentateur-vedette du Loto en 80-90, vît en Aquitaine

Jean-Claude Camors (1919-1944) Résistant, Fondateur du réseau Bordeaux-Loupiac -Compagnon de la Libération.